# Szomolányi Máté
Szomolányi Máté (Győr, 1992. június 19. –) magyar kajakozó.

## Sportpályafutása
A 2010-es ifjúsági Európa-bajnokságon négyes 1000 méteren negyedik volt. Horváth Bencével az U23-as vb-ken kettes 200 méteren 2011-ben 11., 2013-ban harmadik, 2015-ben világbajnok lett. A 2013-as gyorsasági kajak-kenu Európa-bajnokságon K2 200 méteren (Horváth Bence) hetedik volt. A 2016-os gyorsasági kajak-kenu Európa-bajnokságon (Horváth Bence) másodikok lettek. Tagja volt a riói olimpiára nevezett válogatottnak, de atipusos doppingmintái miatt kikerült a csapatból. 2016 decemberében a Magyar Kajak-Kenu Szövetség fegyelmi bizottsága felmentette, mivel nem tudta igazolni, hogy Szomolányi tiltott anyagokat használt.